# Attack & Release
Attack & Release är den amerikanska bluesrockduon The Black Keys femte album, utgivet i april 2008. Det nådde 14:e plats på Billboard 200.
Albumet producerades av Brian "Danger Mouse" Burton, som tidigare bland annat arbetat med Gnarls Barkley och Gorillaz. Det är gruppens första album att inte produceras av Patrick Carney. Danger Mouse tog ursprungligen kontakt med bandet för ett samarbete med Ike Turner, men då denne dog i slutet av 2007 fick planerna ändras.
Albumet gästas bland annat av Patrick Carneys farbror, Ralph Carney. På låten "Things Ain't Like They Used to Be" medverkar sångaren Jessica Lea Mayfield.

## Låtlista
Samtliga låtar skrivna av Dan Auerbach och Patrick Carney, om annat inte anges.
1. "All You Ever Wanted" - 2:56
2. "I Got Mine" - 3:59
3. "Strange Times" - 3:10
4. "Psychotic Girl" - 4:10
5. "Lies" - 3:58
6. "Remember When (Side A)" - 3:21
7. "Remember When (Side B)" - 2:10
8. "Same Old Thing" - 3:09
9. "So He Won't Break" - 4:14
10. "Oceans and Streams" - 3:26
11. "Things Ain't Like They Used to Be" (Dan Auerbach) - 4:54

## Medverkande
- Dan Auerbach - gitarr, sång
- Patrick Carney - trummor
- Ralph Carney - klarinett, mungiga
- Jessica Lea Mayfield - sång
- Carla Monday - sång
- Marc Ribot - gitarr